# Tatiana del Real
Tatiana del Real (Ciudad de México, 4 de mayo de 1992) es una actriz y exactriz de doblaje mexicana. 
Es conocida por sus apariciones en la serie de televisión antológica Lo que callamos las mujeres, así también como por su trabajo en producciones como Gloria (2014), El César (2017), Luis Miguel: la serie (2021), Carretera 15 (2022), y Lotería del crimen (2022).

## Biografía y carrera
Tatiana del Real nació el 4 de mayo de 1992 en Ciudad de México. Desde pequeña aspiraba a ser actriz, lo que la llevó a incursionar como actriz infantil en obras de teatro. Luego de haber sido reemplazada en una telenovela en la que ya se le había dado el papel, en sus propias palabras, comentó que ese hecho la hizo sufrir «una depresión muy fuerte y su mamá le dijo «no más», «ya no te puedo ver llorar, ya no vas a actuar», lo que casi provocó que su carrera en la actuación terminara; sin embargo, del Real buscó otras alternativas en el medio, por lo que brevemente enfocó su carrera hacia el doblaje y se desempeñó por un tiempo como actriz de doblaje, destacando por el filme Dear Frankie de 2004, en la que presto su voz para Katy Murphy en el personaje de la señorita MacKenzie, y la serie My Wife and Kids, en la que de 2004 a 2005 fue la segunda actriz en darle voz a Parker McKenna Posey en el papel de Kady Kyle, durante las temporadas cuatro y cinco. Luego de esta breve incursión en el doblaje, se retiró del antedicho medio y de 2007 a 2008, intervino con un personaje desconocido en la serie de televisión Cambio de Vida. En 2008, hizo su debut en el cine con un pequeño papel en un filme independiente titulado Tres caminos, y asimismo, obtuvo su primer papel importante, interpretando a Jana Valle Ocampo en la telenovela Deseo prohibido, producida por TV Azteca. Para la misma televisora, en 2009 debutó en la serie antológica Lo que callamos las mujeres, en la que permaneció hasta 2013 y fue la emisión con la que consiguió darse a conocer como actriz. Tras varios intentos fallidos que tuvo al hacer castings para expandir su filmografía y participar en producciones cinematográficas, decidió tomar diversos cursos de cine para prepararse actoralmente, y finalmente, en 2013, al hacer un casting para la película biográfica de la cantante mexicana Gloria Trevi, Gloria, logró obtener su primer papel relevante en cine, personificando a la cantante mexicana Mary Boquitas. La mencionada cinta se proyecto primero en 2014 durante el Festival Internacional de Cine de Morelia, y en 2015 se estrenó en cines; un año después y gracias a ese papel, en la ceremonia 58 de los Premios Ariel llevada a cabo el 28 de mayo de 2016, fue nominada a un Ariel en la categoría a «Mejor revelación femenina». Posteriormente, algunos de sus trabajos sobresalientes a finales de la década de 2010, incluyeron el cortometraje Los retratos de Simone, y la serie El César; ambos proyectos de 2017, la serie Guardia-García de 2018, y los filmes Así es la química y Solteras, los dos de 2019.
En 2021, interpretó a la cantante mexicana Alejandra Guzmán en la segunda temporada de la serie biográfica del cantante Luis Miguel, Luis Miguel: la serie, su primer trabajo para la plataforma de streaming estadounidense Netflix, y el mismo año, apareció como una bailarina no acreditada en la película estadounidense West Side Story. En 2022, consiguió su primer protagónico estelarizando la cinta Carretera 15, la cual tuvo un estreno limitado el 15 de septiembre, y fue relanzada en cines un año después, el 5 de octubre de 2023. Adicionalmente, también en 2022, interpretó a Luisa López, uno de los personajes principales de la serie de televisión Lotería del crimen, el cual, retomó en la segunda temporada de la producción.

## Vida personal
El 27 de noviembre de 2022, contrajo matrimonio con el director de cine colombiano, Mauricio Corredor, a quien conoció en junio de 2019.

## Filmografía

### Actuación

#### Cine
| Año  | Título                                  | Papel         | Notas                        |
| ---- | --------------------------------------- | ------------- | ---------------------------- |
| 2008 | Tres caminos                            | Eva           | Segmento: «Ciudad de México» |
| 2012 | La cama                                 | Isabel        |                              |
| 2014 | Gloria                                  | Mary Boquitas | Estrenada en cines, en 2015  |
| 2017 | Sangre sobre el Lienzo                  | Eurídice      | Cortometraje                 |
| 2017 | Los retratos de Simone                  | Simone        | Cortometraje                 |
| 2019 | Mole de Olla, receta Original           | Chio          |                              |
| 2019 | Solteras                                | Ingrid        |                              |
| 2019 | Futuro cercano                          | Gloria        | Cortometraje                 |
| 2019 | Así es la química                       | Rebeca        |                              |
| 2020 | La luz dividida                         | Gloria        | Cortometraje                 |
| 2021 | West Side Story                         | Bailarina     | No acreditada                |
| 2022 | OCULTOS                                 | Laura         | Cortometraje                 |
| 2022 | Ecos de mí                              | Savannah      | Cortometraje                 |
| 2022 | Carretera 15                            | Lulú          | Restrenada en 2023           |
| 2023 | Masacre en Teques                       | Virginia      |                              |
| 2024 | Brandon & Brayan's La Dimensión Perdida | Christina     |                              |

#### Televisión
| Año           | Título                       | Papel                 | Notas                                           |
| ------------- | ---------------------------- | --------------------- | ----------------------------------------------- |
| 2005          | La vida es una canción       | Anita / Silvana       | Episodios: «Contigo y sin ti» y «Veleta»        |
| 2007–08       | Cambio de vida               | Personaje desconocido |                                                 |
| 2007, 2021    | Lo que la gente cuenta       | Viviana / Tamara      | Dos episodios: «La fiesta» y «El cruce»         |
| 2008          | Deseo prohibido              | Jana Valle Ocampo     |                                                 |
| 2009          | Me mueves                    | Isabel                |                                                 |
| 2009          | Mujer comprada               | Tabata                |                                                 |
| 2009–2010     | A cada quien su santo        | Varios personajes     |                                                 |
| 2009–2013     | Lo que callamos las mujeres  | Varios personajes     |                                                 |
| 2011          | Amar de nuevo                | María Sol             |                                                 |
| 2015          | UEPA! Un escenario para amar | Estefani Jordan       |                                                 |
| 2016          | Un día cualquiera            | Angelina              | Episodio: «Casos médicos difíciles de explicar» |
| 2017          | El César                     | Mari                  |                                                 |
| 2018          | Guardia-García               | Diana Torres          |                                                 |
| 2020          | Sobreamor                    | Gaby                  |                                                 |
| 2020          | MTV Mediocre                 | Fernanda              | Miniserie                                       |
| 2021          | Luis Miguel: la serie        | Alejandra Guzmán      |                                                 |
| 2022          | Todo por Lucy                | Ilse                  |                                                 |
| 2022-presente | Lotería del crimen           | Luisa López           |                                                 |
| 2023          | Lo que callamos las mujeres  | Monis                 | Episodio: «Monis: El infierno de la realidad»   |
| 2024          | Las hermanas guerra          |                       |                                                 |

### Doblaje

#### Cine
| Año de trabajo | Título       | Papel           | Actriz doblada | Notas |
| -------------- | ------------ | --------------- | -------------- | ----- |
| 2004           | Dear Frankie | Srta. MacKenzie | Katy Murphy    |       |

#### Televisión
| Año de trabajo | Título           | Papel     | Actriz doblada       | Notas                                  |
| -------------- | ---------------- | --------- | -------------------- | -------------------------------------- |
| 2004–05        | My Wife and Kids | Kady Kyle | Parker McKenna Posey | Segunda voz; temporadas cuatro y cinco |

## Nominaciones
| Premio       | Fecha de ceremonia | Categoría                 | Trabajo nominado | Resultado | Ref(s) |
| ------------ | ------------------ | ------------------------- | ---------------- | --------- | ------ |
| Premio Ariel | 28 de mayo de 2016 | Mejor revelación femenina | Gloria           | Nominada  | [ 22 ] |